# Dingana tauropolis
Dingana tauropolis är en fjärilsart som beskrevs av John Obadiah Westwood 1856. Dingana tauropolis ingår i släktet Dingana och familjen praktfjärilar. Inga underarter finns listade i Catalogue of Life.